# رونالدو
رونالدو لوئیس نازاریو ده لیما (به پرتغالی برزیل: Ronaldo Luís Nazário de Lima) (زادهٔ ۱۸ سپتامبر ۱۹۷۶) بازیکن فوتبال پیشین برزیلی و رئیس باشگاه رئال وایادولید اسپانیا است. رونالدو یکی از بهترین بازیکنان تاریخ فوتبال به‌شمار می‌رود که به عنوان یک مهاجم چندمنظوره تأثیر زیادی بر مهاجمان نسل‌های بعد از خود گذاشت. او در دوران حرفه‌ای خود به دلیل سرعت و شتاب زیاد، دریبل‌های تکنیکی، دقت و تمام‌کنندگی مورد توجه قرار گرفت و برای باشگاه‌هایی مانند بارسلونا و اینترمیلان و نیز تیم ملی برزیل در پست مهاجم نوک بازی کرد که پس از آسیب‌دیدگی از ناحیهٔ زانو، در سال ۲۰۰۲ میلادی به رئال مادرید پیوست.
رونالدو در سال ۱۹۹۶ زمانی که ۱۹ سال سن داشت، بازیکن سال فوتبال جهان شد. بعدها دو بار دیگر در سال‌های ۱۹۹۷ و ۲۰۰۲ به این عنوان رسید و در سال ۱۹۹۸ بازیکن سال فوتبال اروپا شد. او پس از دیِگو مارادونا دومین بازیکنی است که دو مرتبه رکورد نقل و انتقالات فوتبال جهان را شکسته‌است.
رونالدو یک بار عنوان بهترین بازیکن خارجی لالیگا، یک بار عنوان بهترین بازیکن فصل سری آ ایتالیا و نیز کفش طلای بهترین گلزن جام جهانی ۲۰۰۲ را به دست آورد. او تا سن ۲۱ سالگی، بیش از ۲۰۰ گل باشگاهی و ملی را به‌ثمر رساند. او همچنین یکی از بهترین بازیکنان برزیلی تمام ادوار است که در ۹۸ بازی برای تیم ملی برزیل ۶۶ گل به ثمر رسانده و بعد از نیمار و پله رکورددار گل‌زنی ملی در برزیل است. او در سن ۱۷ سالگی با تیم ملی برزیل به قهرمانی در جام جهانی ۱۹۹۴ رسید و از جوان‌ترین بازیکنانی است که به این افتخار دست یافته‌اند. رونالدو در جام جهانی ۱۹۹۸ بهترین بازیکن این جام شد و در صعود برزیل به فینال تأثیر زیادی داشت. او در جام‌ جهانی ۲۰۰۲ نیز ضمن آقای گلی جام جهانی، در کنار رونالدینیو و ریوالدو یکی از بازیکنان کلیدی برزیل در قهرمانی این جام بود. در کوپا آمریکا ۱۹۹۷ او بهترین بازیکن تورنمنت و در کوپا آمریکا ۱۹۹۹ آقای گل شد. رونالدو در سال ۲۰۰۷ از سوی مجله فرانس فوتبال به عنوان یکی از ۱۱ بازیکن برتر تاریخ فوتبال انتخاب شد. در سال ۲۰۲۰ نیز توسط این مجله به عنوان بهترین مهاجم نوک تاریخ فوتبال بالاتر از یوهان کرویف و مارکو فان باستن و جزو تیم رؤیایی بهترین بازیکنان تاریخ فوتبال قرار گرفت. نام وی در فیفا ۱۰۰ (لیست برترین بازیکنان ادوار فوتبال به انتخاب پله) جای گرفته‌است.
پس از عود کردن مصدومیت رونالدو، او در سال۲۰۱۲برای همیشه از فوتبال کناره‌گیری کرد و بازنشسته شد. او مدتی سفیر حسن نیت سازمان ملل متحد و نیز سفیر فیفا در جام جهانی ۲۰۱۴ برزیل بود. وی هم‌اکنون مالک ۵۱ درصد سهام رئال وایادولید و رئیس این باشگاه اسپانیایی است. او با مُدل برزیلی دانیلا چیکارلی ازدواج کرد که بعدها این ازدواج به جدایی انجامید. وی یکی از مسئولان برگزاری جام جهانی ۲۰۱۴ در کشورش بود.

## زندگی

### جوانی
رونالدو لوئیس نازاریو دو لیما در ۲۲ سپتامبر ۱۹۷۶ در بنتو ریبیرو متولد شد، حومه فقیرنشین اما مسالمت آمیز و در حدود سی کیلومتری مرکز ریودوژانیرو. نوزادی که ۳٫۳۶ کیلوگرم وزن داشت، رونالدو را به احترام پزشکی که از تولد وی مراقبت کرده‌است، و همچنین با اشاره به نام پدرخوانده خود، یکی از دوستان خانواده نامگذاری می‌کنند او که کودکی آرام و کمی آشفته بود، اولین توپ خود را در کریسمس سال ۱۹۸۰ دریافت کرد. او به سختی توپ را ترک می‌کرد، همیشه او را روی پاهایش نگه می‌داشت و حتی با آن می‌خوابید. در خیابان‌های زادگاهش است که می‌آموزد بر توپ مسلط شود و سریعاً از آن جدا نشود. او همچنین علاقه خود را به یکی از باشگاه‌های محلی، فلامنگو، جایی که هافبک تهاجمی بین‌المللی زیکو، بُت دوران جوانی اش، بازی می‌کرد و چندین بار در مسابقات باشگاهی در Maracanã، استادیوم بزرگ کاریوکا بازی می‌کرد، نشان داد. پدرش، نلیو نازاریو د لیما، بزرگتر خانواده از هفت فرزند بود و کودکیِ سختی داشت. رونالدوی جوان دنیای کار را کشف کرد و در نوجوانی در شرکت تلفنی ریو استخدام شد. در این زمان بود که او با همسر آینده خود، سونیا دوس سانتوس باراتا، که در آن زمان صندوقدار جوان در یک سوپرمارکت بود، ملاقات کرد. این زوج دارای دو فرزند بزرگتر از رونالدو هستند: آئونه، دختری که چهار سال قبل از او متولد شد و نلینو، هجده ماه قبل از فرزند سوم و آخر خانواده متولد شد. برادر نلیو، و بنابراین عموی رونالدو، ملقب به پپیکو، یک فوتبالیست، قهرمان ریو با باشگاه فلومیننس در سال ۱۹۶۴ است. او بهترین مهاجم تاریخ است و برای تیم ملی برزیل دوبار قهرمان جهان شد

### فوتبال
برای مدت طولانی، رونالدو توسط تمام خانواده‌اش «دادادو» نامیده می‌شد، لقبی که توسط برادر بزرگتر او نامگذاری شد. چون نام او برای تلفظ بسیار پیچیده بود. تنها در شانزده سالگی بود که او شروع به ایجاد نام از طریق فوتبال کرد و خواست که با نام واقعی خود صدا شود. در کودکی دوستانی که به او لقب می‌دادند به دلیل دندان‌های تحمیلی که او را آزار می‌داد مسخره می کردندش. او علی‌رغم تلاش والدینش برای ثبت نام در مدارس معتبر، علاقه زیادی به مدرسه نداشت و خیلی دوست داشت در خیابان فوتبال بازی کند؛ بنابراین، هنگامی که او ۱۰ ساله بود، در انجمن ورزشی باشگاه تنیس والکیر، نه چندان دور از بنتو ریبیرو، جایی که فوتبال داخل سالن را بازی می‌کرد، ثبت نام کرد. این نوع فوتبال، که مشخصه زمین‌های بازی کمی دارد، به او امکان می‌داد تا کیفیت فنی خود را توسعه دهد. پس از شروع به عنوان دروازه‌بان، او در مرکز زمین قرار گرفت و تعداد زیادی گل به ثمر رساند. در جریان مسابقه ای برابر واسکو دو گاما، که در آن چهار گل به ثمر رساند، رونالدو توسط یک عضو باشگاه فوتسال Social Ramos مشاهده شد که او را علی‌رغم عدم تمایل مادرش به خدمت گرفت. وی که در مسابقات قهرمانی شهرداری شرکت داشت، در طول اولین فصل خود ۱۶۶ گل به ثمر رساند، از جمله یازده گل در یک مسابقه، تمام رکوردهای قبلی را زد.

## فوتبال حرفه ای
در همان اوایل، رونالدو خود را در تیم‌های فوتسال جوانان متمایز کرد و در ۱۳ سالگی برای جذب در فلامنگو به همراه ۴۰۰ فوتبالیست جوان دیگر دعوت شد؛ ولی در جلسه غربالگری انتخاب نشد. دو توجیه برای توضیح عدم موفقیت این آزمون مطرح است: اولین مورد قدیمی این است که بازیکن به سادگی توسط مدیریت باشگاه حفظ نشده‌است. مورد دوم، اخیراً، از این واقعیت دفاع می‌کند که رونالدو نمی‌تواند هزینه اتوبوس را برای رفتن به مرحله دوم انتخاب پرداخت کند.

### پی‌اس‌وی آیندهوون
رونالدو پس از جام جهانی ۱۹۹۴، پیوستن به پی‌اس‌وی را انتخاب کرد. او با وجود اینکه فقط ۱۷ سال داشت برای مسابقات انتخاب شد اما در هیچ بازی ای به میدان نرفت. این روماریو بود که به رونالدو توصیه کرد به پی‌اس‌وی برود. روماریو که از سال ۱۹۸۸ تا ۱۹۹۳ برای پی‌اس‌وی بازی کرده‌است. [۱۸] رونالدو در اولین فصل حضور خود در هلند ۳۰ گل لیگ به ثمر رساند. [۱۹] پس از به ثمر رساندن هت تریک در بازی پی‌اس‌وی برابر بایر لورکوزن در جام یوفا ۱۹۹۴–۹۵، مهاجم لورکوزن و برنده جام جهانی آلمان رودی وولر در یک کنفرانس مطبوعاتی پس از بازی اظهار داشت: "در عمرم هرگز ۱۸ ساله ندیده‌ام - بازی قدیمی به این روش. "[۱۸] دریبل‌های او از میانه زمین توجه بسیاری از افراد را در این ورزش جلب کرد، در حالی که لوئیز انریکه، همبازی آینده بارسلونا اظهار داشت:" من او را در تلویزیون در پی‌اس‌وی دیده بودم و فکر کردم "واو". سپس او آمد به بارسلونا. او دیدنی‌ترین بازیکنی است که من دیده‌ام. او کارهایی را انجام داده‌است که قبلاً هرگز ندیده بودم. ما اکنون عادت کرده‌ایم که مسی شش بازیکن گذشته را دریبل کند، اما در آن زمان نه. رونالدو یک جانور بود. "[۲۰]

### بارسلونا

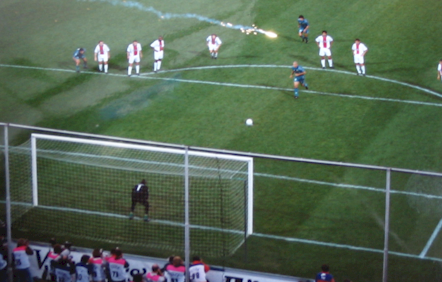
Ronaldo scoring the winning penalty for Barcelona in the 1997 UEFA Cup Winners' Cup Final against Paris Saint-Germain

رونالدو در طول حضور در PSV توجه اینترمیلان و بارسلونا را به خود جلب کرد. این بارسلونا بود که مایل بود ۱۹٫۵ میلیون دلار هزینه رکورد جهانی را پرداخت کند. در طول فصل ۱۹۹۶–۱۹۹۶، رونالدو در ۴۹ مسابقه ۴۷ گل به ثمر رساند، و جشن گلهای او با دستان کشیده مانند مجسمه مسیح فدیه دهنده که زادگاهش ریو دو ژانیرو را زیر نظر دارد، یکسان بود. او تیم کاتالان را به قهرمانی در جام برندگان جام یوفا رساند، جایی که فصل را با گل پیروزی در فینال جام به ثمر رساند و به کوپا دل ری و سوپرکوپا اسپانیا رسید. او همچنین در سال ۱۹۹۷ با ۳۴ گل در ۳۷ بازی، و کفش طلای اروپا جایزه بهترین گلزن لالیگا را به‌دست‌آورد. تا فصل ۰۹–۲۰۰۸، رونالدو آخرین بازیکنی بود که بیش از ۳۰ گل در لالیگا به ثمر رسانده‌است.
رونالدو در بارسلونا در اوج آمادگی بدنی بود و بسیاری از ۴۷ گل او شامل دور زدن دروازه‌بان قبل از زدن توپ به تور دروازه بود. اسکار گارسیا، هم تیمی رونالدو در آن فصل، اظهار داشت که «او در آن زمان، او تماماً فیبر و عضله بود». او یک نمونه کامل فیزیک بدنی بود. با چنین قدرت خارق‌العاده ای که با مهارت‌های فنی او مطابقت داشت، کسی نمی‌توانست او را متوقف کند. اتلتیکو مادرید، که در آن فصل سه بار مقابل رونالدو بازی کرد - رونالدو هشت گل به ثمر رساند.

### اینتر میلان
زمان رونالدو در بارسلونا یک فصل به طول انجامید، زیرا در مذاکره مجدد قرارداد وی مشکلاتی وجود داشت. [۲۲] همان‌طور که ژوزپ لوئیس نویز، رئیس بارسلونا اعلام کرد، بارسلونا فکر می‌کرد صحبت‌ها به پایان رسیدن قرارداد جدید بلندمدت با بهترین بازیکن جهان تا سال ۲۰۰۶ است. "او برای زندگی ماست". [۲۲] با این حال، هنگامی که طرفین مجدداً برای نهایی کردن معامله روز بعد تشکیل جلسه دادند، توافق به هم خورد و نویز اعتراف کرد: "همه چیز تمام شد، رونالدو می‌رود". [۲۲] رونالدو در گفتگو با ESPN اظهار داشت: "تجربه [در بارسلونا] فوق العاده بود و من فقط یک ماه قبل از پایان آن فصل به توافق رسیدم که قراردادم را تمدید کنم، اما یک هفته بعد وکیل و رئیس بارسلونا توافق کردند که این قرارداد ملغی است. "[۳۰] با پرداخت هزینه بند خرید در قراردادش، اینترمیلان او را در تابستان ۱۹۹۷ با پرداخت ۲۷ میلیون دلار، رکورد جهانی، به امضا رساند، و او را به دومین بازیکن بعد از دیگو مارادونا تبدیل کرد که رکورد انتقال جهانی را می‌شکند. [۲۱] [۲۲]

### رئال مادرید

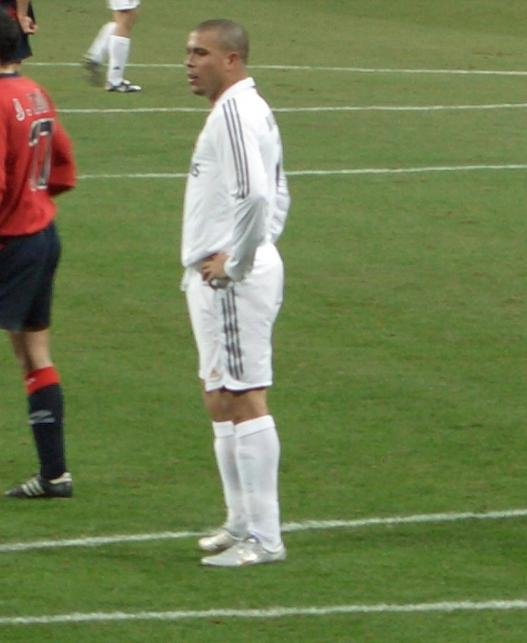
Ronaldo won La Liga in his first season and received the Pichichi Trophy in his second.

فروش پیراهن او که قرارداد ۴۶ میلیون یورویی با رئال مادرید امضا کرده بود، در روز اول همه رکوردها را شکست. رونالدو بخشی از دوران ستاره‌های جهانی گالاکتیکوس بود که هر تابستان توسط این باشگاه امضا می‌شد، که شامل زین الدین زیدان، لوئیس فیگو، روبرتو کارلوس و دیوید بکام بود. وی تا اکتبر ۲۰۰۲ به دلیل مصدومیت کنار گذاشته شد که این مورد انتظار هواداران بود. رونالدو در اولین بازی خود مقابل آلاوز دو گل به ثمر رساند، ۶۱ ثانیه اول پس از حضور در زمین، و هنگام ترک زمین از سانتیاگو برنابئو مورد تشویق قرار گرفت. [۵۵] همان استقبال در آخرین بازی فصل برابر اتلتیک بیلبائو مشاهده شد، جایی که رونالدو گلزنی کرد تا اولین فصل خود را با ۲۳ گل در لیگ به پایان برساند و با عنوان قهرمانی لالیگا را برای سال ۲۰۰۳ به پایان برساند. وی همچنین در جام ۲۰۰۲ بین قاره ای و در سال ۲۰۰۳ در سوپرجام اسپانیا به پیروزی رسید و در هر دو فینال گلزنی کرد.
در بازی برگشت مرحله یک چهارم نهایی لیگ قهرمانان رئال مادرید، رونالدو دربرابر منچستر یونایتد در اولدترافورد هتریک کرد و تیم انگلیسی را از این رقابت دور کرد. رونالدو در دقیقه ۸۰ تعویض شد و مورد تشویق ایستاده هر دو مجموعه طرفداران قرار گرفت. رونالدو با تأمل در مورد تشویق هواداران حریف به وی، اظهار داشت: «برای من لحظه ای بسیار زیبا و بسیار خاص باقی مانده‌است.» او در یک بازی خانگی برابر یوونتوس در دیدار رفت قهرمانان ۲–۱ به پیروزی رسید نیمه نهایی لیگ، اما مصدومیت باعث شد او در اکثر شکست‌های بازی برگشت جایی که رئال حذف شد، از بازی خارج شود.

## تیم ملی
وی در مجموع ۹۸ بازی ملی برای تیم ملی فوتبال کشورش انجام داده و ۶۲ گل ملی به ثمر رساند و سومین گلزن تاریخ فوتبال برزیل محسوب می‌شود. وی همچنین ۱۵ گل در جام‌های جهانی به ثمر رسانده و آقای گل جام جهانی ۲۰۰۲ شده‌است. او ۶ گل در تیم ملی المپیک برزیل به ثمر رساند و آقای گل این رقابت‌هاست. او جوانترین بازیکنی است که توپ طلا و بازیکن سال جهان را برنده شده و همچنین در ۱۷ سالگی قهرمان جام جهانی و آقای گل لیگ هلند شد. او همچنین ۹۲ گل تا قبل از بیست سالگی به ثمر رسانده‌است و حضور در سه فینال جام جهانی نیز از رکوردهای اوست او از جمله بازیکنان بداقبالی بود که به دلیل جدایی دو سیستم لیگ قهرمانان اروپا نتوانست قهرمانی اروپا را تجربه کند و تنها قهرمانی او به ۱۹۹۸ با اینتر بازمی‌گردد. وی سال‌های زیادی از عمر فوتبالی اش را به خاطر مصدومیت از ناحیه زانو پای چپ از دست داده بود تا اینکه در ۱۴ فوریه ۲۰۱۱ از دنیای فوتبال خداحافظی کرد. رونالدو آخرین بازی ملی اش را در مقابل فرانسه در یک چهارم نهایی جام جهانی ۲۰۰۶ انجام داد که ۱_۰ شکست خوردند.